# MAC M1931機関銃
MAC mle 1931機関銃（Mitrailleuse modèle 1931）は、第二次世界大戦期のフランスの戦車やマジノ線などの要塞で使用された軽機関銃。
マジノ線要塞にあるGFMクロシュのJMツインマウントフレームで使用されたことが有名である。
シャテルロー造兵廠（MAC）研究部門の責任者（1924年5月24日任命）であった、ジャン・フレデリック・ジュール・レベッロ（Jean Frédéric Jules Reibel、1868年11月10日-1954年6月4日）に敬意を表して、レベッロ（Reibel）機関銃と呼ばれることもある。

## 概要

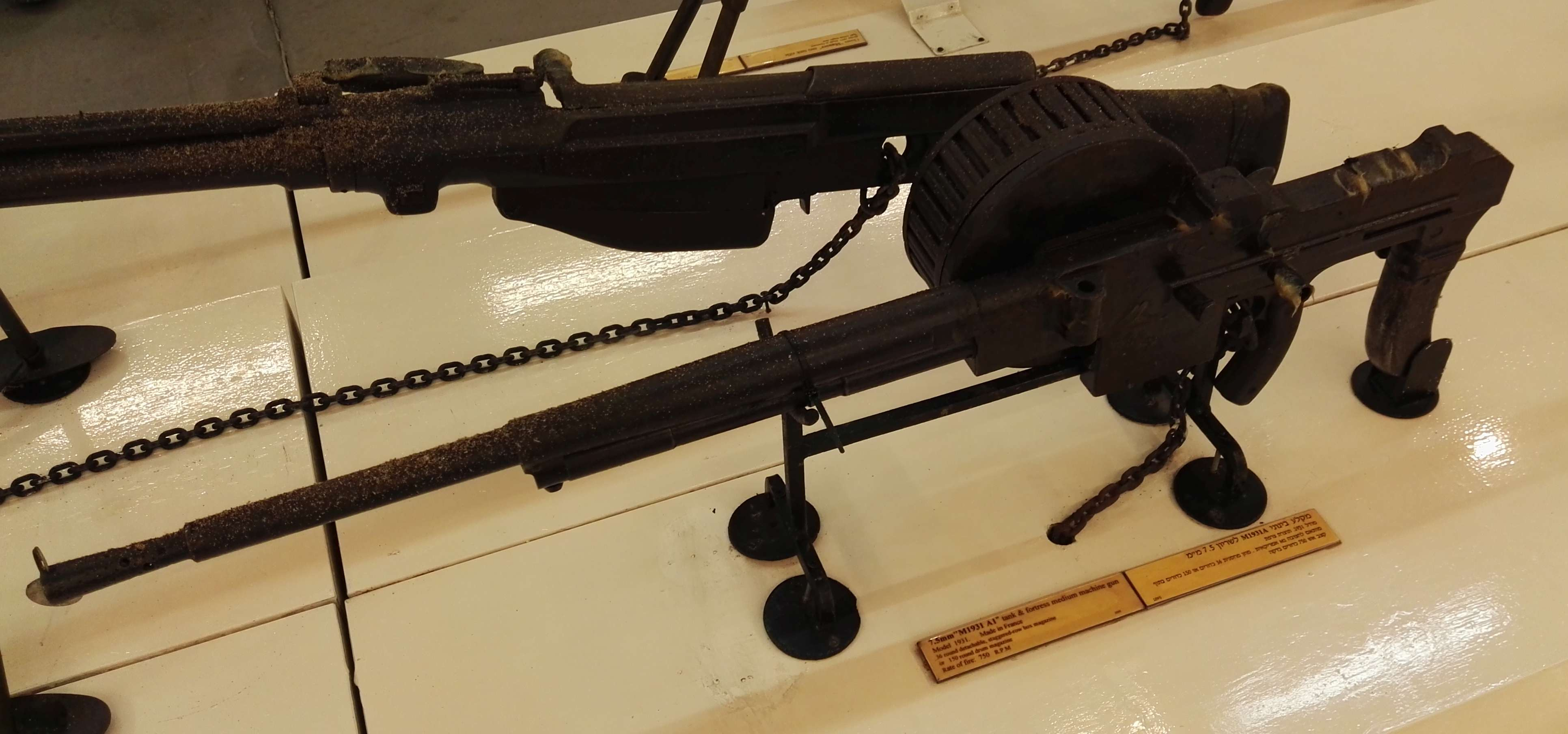
イスラエル国防軍歴史博物館に展示されたMAC 1931機関銃

MAC mle 1931は、7.5mmフレンチ弾を使用するガス圧作動方式の機関銃であり、側面に垂直に取り付けられた150発入りのパンマガジンから給弾する。
オープンボルトの全自動式機関銃であり、FM mle1924/29軽機関銃（ブローニングM1918自動小銃がベース）から派生して作られた。
FM 1924/29にはクイックチェンジバレルや水冷機構がなく、代わりに厚くて大型の銃身によって放熱するように作られていた。ツインマウントに取り付けられているときにマガジンの交換を容易にするため、マガジンの取り付け位置を左側または右側のいずれかに入れ替え可能になっている。
派生型として、発射速度を上げてベルト給弾のバリエーションを追加し、航空機関銃として作られたMAC 1934がある。

## 使用国
開発国フランスのほか、鹵獲して使用したドイツや、ルノー R35やオチキス H35などこの銃が取り付けられた戦車を輸入した国々で使われた。